# ام فروه
فاطمه (همچنین شناخته‌شده با نام قَریبه)، مشهور به امّ فَروَه، دختر قاسم بن محمد بن ابوبکر، از زنان محمد باقر و مادر جعفر صادق بود. نسب او هم از سوی پدر، هم از سوی مادر، به ابوبکر، خلیفه اول مسلمانان، می‌رسد. وی راوی حدیث بوده‌است.

## خانواده

### پدر و مادر
پدر ام‌فروه قاسم بن محمد بن ابی بکر، برادرزاده عایشه (همسر پیامبر) بود. قاسم همچنین پسرخاله زین العابدین (امام چهارم شیعه) نیز بود. مادر «ام فروه»، اسماء بنت عبدالرحمن (نوه ابوبکر)، می باشد. نام اصلی ام‌فروه بنا به روایت مورخینی چون شیخ صدوق و شیخ بهایی، «فاطمه» بوده است اما برخی چون علامه مجلسی آن را «قریبه» دانسته اند. برخی متقدمین از سنی و شیعه چون ابن سعد و ابن عساکر و کلینی، همان ام فروه را نام اصلی اش می دانند.
نسب ام فروه از جانب پدر به اسما بنت عمیس، همسر جعفر طیار می رسد.

### همسر و فرزندان
ام فروه با محمد باقر بن علی بن حسین بن علی بن ابیطالب ازدواج کرد و جعفر صادق ششمین امام شیعه و عبدالله از او متولد شدند.

مادر «ام فروه»، اسماء بنت عبدالرحمن (نوه ابوبکر)، می باشد. نام اصلی ام‌فروه بنا به روایت مورخینی چون شیخ صدوق و شیخ بهایی، «فاطمه» بوده است اما برخی چون علامه مجلسی آن را «قریبه» دانسته اند. برخی متقدمین از سنی و شیعه چون ابن سعد و ابن عساکر و کلینی، همان ام فروه را نام اصلی اش می دانند.
نسب ام فروه از جانب پدر به اسما بنت عمیس، همسر جعفر طیار می رسد.